# Carlos Arvelo
Pour les articles homonymes, voir Bejuma.
Carlos Arvelo est l'une des quatorze municipalités de l'État de Carabobo au Venezuela. Son chef-lieu est Güigüe. En 2011, la population s'élève à 150 277 habitants.

## Géographie

### Subdivisions
La municipalité est divisée en trois paroisses civiles avec, chacune à sa tête, une capitale (entre parenthèses) :
- Belén (Belén) ;
- Güigüe (Güigüe) ;
- Tacarigua (Central Tacarigua).